# Ed Park
Ed Park (Buffalo, 1970) è uno scrittore e giornalista statunitense.
Ha pubblicato due libri per Random House, Personal Days (2008) e Same Bed Different Dreams (2023). Il suo primo romanzo è distribuito in Italia da Fazi Editore con il titolo Maledetti colleghi.
Ha collaborato per varie testate tra cui The New Yorker, The New York Review of Books e The Atlantic. Co-fondatore della rivista The Believer, ha lavorato per Amazon Publishing dal 2011 al 2014.